# 安鉉鎬
安鉉鎬（韓語：안현호，1994年7月24日—），另譯作安賢浩，韓國男演員。

## 演出作品

### 電視劇
- 2022年：tvN《王后傘下》飾演 洪內官
- 2023年：tvN《運氣好的日子》飾演 金赫洙

### 話劇
- 2018年：《BENT》[1]
- 2019年：《BIG LOVE》[2]
- 2019年：《杏仁》[3]
- 2020年：《話劇列傳8-兒子Le Fils》飾演 護士[4][5]